# Bombardeo de un convoy civil en Zaporiyia
El bombardeo de un convoy civil en Zaporiyia ocurrió el 30 de septiembre de 2022, cuando las Fuerzas Armadas de Rusia lanzaron misiles S-300 contra un convoy civil en la ciudad de Zaporiyia, matando a 32 personas e hiriendo a otras 88. La masacre ocurrió horas antes de que Rusia anexara formalmente cuatro regiones ucranianas bajo ocupación militar, incluido parte del óblast de Zaporiyia.

## Descripción
Según los reporteros de la BBC en el lugar, había "media docena de cuerpos tirados en el lugar, aparentemente civiles".
El vicepresidente de la Comisión Europea, Josep Borrell, condenó el ataque y tuiteó: "Otro ataque atroz de Rusia contra civiles: esta vez un convoy humanitario que lleva ayuda vital a las personas que viven en las áreas no controladas por el gobierno [regional] de Zaporiyia". El presidente de Ucrania Volodímir Zelenski comentó sobre el ataque llamando el accionar ruso como "terrorismo de Estado".